# Władysław Reymont
Władysław Stanisław Reymont (Kobiele Wielkie kraj Radomskog, 7. svibnja 1867. – Varšava, 5. prosinca 1925.), poljski književnik.
- Dobitnik Nobelove nagrade za književnost za 1924. godinu.

Poznato je njegovo djelo, roman u 4 dijela, Seljaci.